# Alina Kostjukowa
Alina Arturiwna Kostjukowa (ukrainisch Аліна Артурівна Костюкова; * 1986 in Charkiw, Sowjetunion) ist eine ukrainische Schauspielerin, Theaterregisseurin und Theaterpädagogin. Seit dem Frühjahr 2022 lebt und arbeitet sie in Deutschland.

## Werdegang in der Ukraine
Alina Kostjukowa wurde 1986 in Charkiw geboren. Sie studierte Schauspiel an der Nationalen Universität der Künste in Charkiw und schloss ihr Studium 2008 ab. Anschließend war sie an verschiedenen Theatern in Kiew tätig, darunter das Junge Theater, das Suzirya-Theater, das Nationale Iwan-Franko-Schauspielhaus sowie das PostPlay-Theater. Neben ihrer Tätigkeit am Theater spielte Alina Kostjukowa auch in Spielfilmen und gab Schauspielunterricht.

## Künstlerisches Schaffen in Deutschland
Im Jahr 2021 nahm Alina Kostjukowa am Theaterprojekt Sisterhood der Münchner Kammerspiele teil und spielte in der Inszenierung Was ist jüdische Musik? von Anastasiia Kosodii. Nach dem Beginn des russischen Angriffskrieges gegen die Ukraine im Jahr 2022 zog Kostjukowa nach Deutschland, wo sie seither als Schauspielerin und Theatermacherin aktiv ist. Sie beteiligte sich an zahlreichen internationalen Performance- und Theaterprojekten, darunter:
- Auf Grenzsuche (2022) in Augsburg[5]
- Waffenstillstand im Donbass (2022) nach Serhij Schadan am Landestheater Niederbayern[6][7]
- Wie man mit Toten spricht (2023) nach Anastasiia Kosodii am Nationaltheater Mannheim[8]
- Barbaren von der Zwiebelsorte (2023) am Gorki Theater in Berlin[9]
- Geerbter Schmerz (2023) an der Bayerischen Akademie der Schönen Künste[10]
- Die Orestie. Nach dem Krieg (2024) am Schauspielhaus Düsseldorf[11]
- Donezk.UA (2024) nach Kateryna Penkova am TD Berlin[12][13]
- Let's Fail (2024) in Augsburg[14]

Darüber hinaus ist Kostjukowa als Mentorin an der Akademie für Darstellende Kunst Baden-Württemberg in Ludwigsburg tätig. Sie engagiert sich aktiv in internationalen Theaterprojekten wie Ich möchte innenhalten nach Natalia Block am Theater Konstanz sowie My head is full of fog am Stuttgarter Europa-Theatertreffen.